# 昭和 (郡山市)
昭和（しょうわ）は、福島県郡山市に所在する町丁である。郵便番号は963-8822。

## 地理
郡山市役所本庁所管地域である市街中心部に属する。北で松木町、芳賀、東で榧ノ木、古川、南で小原田、西で菱田町とそれぞれ隣接する。JR郡山駅東口側市街地中部に位置し、住居表示が実施されている。東北新幹線より東側、東部幹線沿線にかけての一角を範囲とする。南北に縦断する一般市道小原田二昭和一丁目１号線を境に西に一丁目、東に二丁目が設置されている。住宅地が広がり、東部幹線等の幹線道路に沿い店舗や事務所が立地する。芳賀に所在する郡山警察署芳賀交番、および堂前町に所在する郡山消防署本署がそれぞれ管轄にあたる。

## 世帯数と人口
2024年1月1日現在の世帯数と人口は以下の通りである。
| 町丁 | 世帯数    | 人口    |
| ---- | --------- | ------- |
| 昭和 | 1,484世帯 | 2,914人 |

## 小・中学校の学区
市立小・中学校に通う場合、学区は以下の通りとなる。
| 番地                          | 小学校               | 中学校                 |
| ----------------------------- | -------------------- | ---------------------- |
| 一丁目1～6番、二丁目1～11番   | 郡山市立芳賀小学校   | 郡山市立郡山第四中学校 |
| 一丁目7～16番、二丁目12～22番 | 郡山市立小原田小学校 | 郡山市立小原田中学校   |

## 交通

### 鉄道
JR東日本
- 東北新幹線（北西端をかすめる）

### 道路
- 一級市道52号日出山久保田線（東部幹線）
- 一級市道53号昭和二丁目八山田線（内環状線）

## 施設等
- BOOKOFF 郡山昭和店
- 中部自動車販売 BCN郡山
- あおき 郡山斎苑
- 東北化学工業 郡山工場